# Deweerth’scher Garten
Der Deweerth’sche Garten ist mit dem Luisenpark eine über 200 Jahre alte 1,8 Hektar große innerstädtische Parkanlage im Wuppertaler Stadtteil Elberfeld.

## Lage

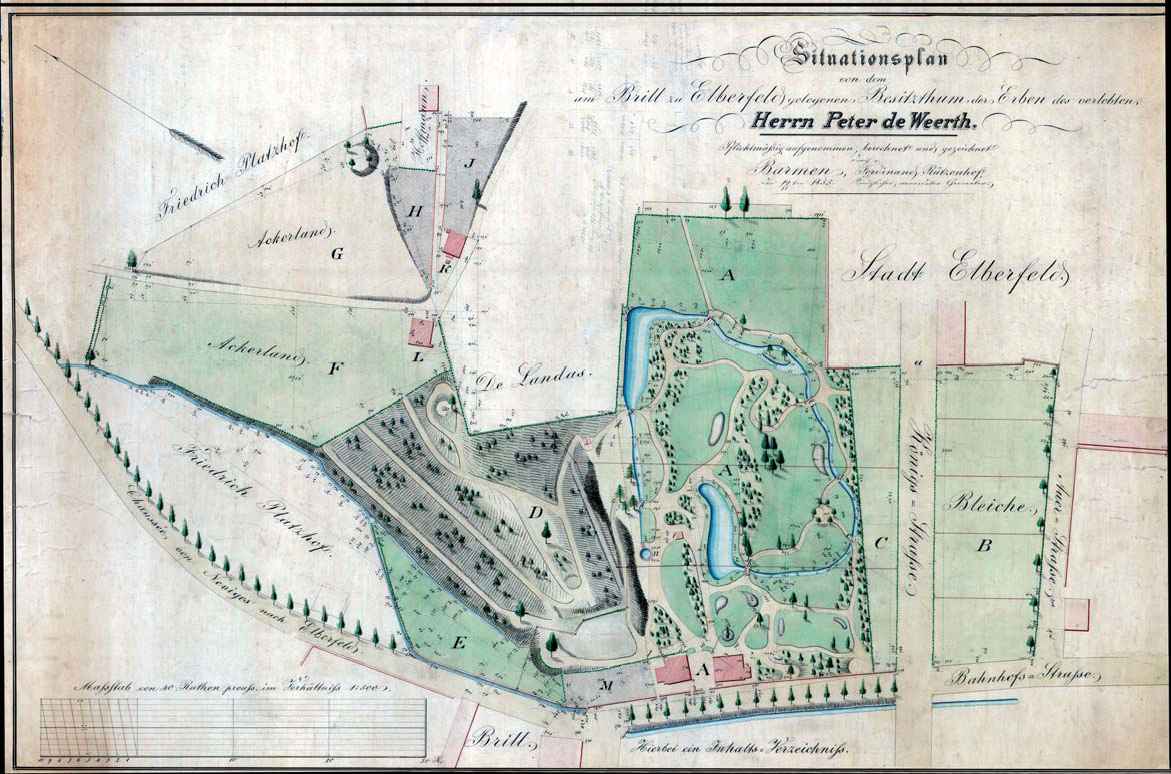
Situationsplan von dem am Brill zu Elberfeld gelegenen Besitzthum der Erben des Herrn Peter de Weerth

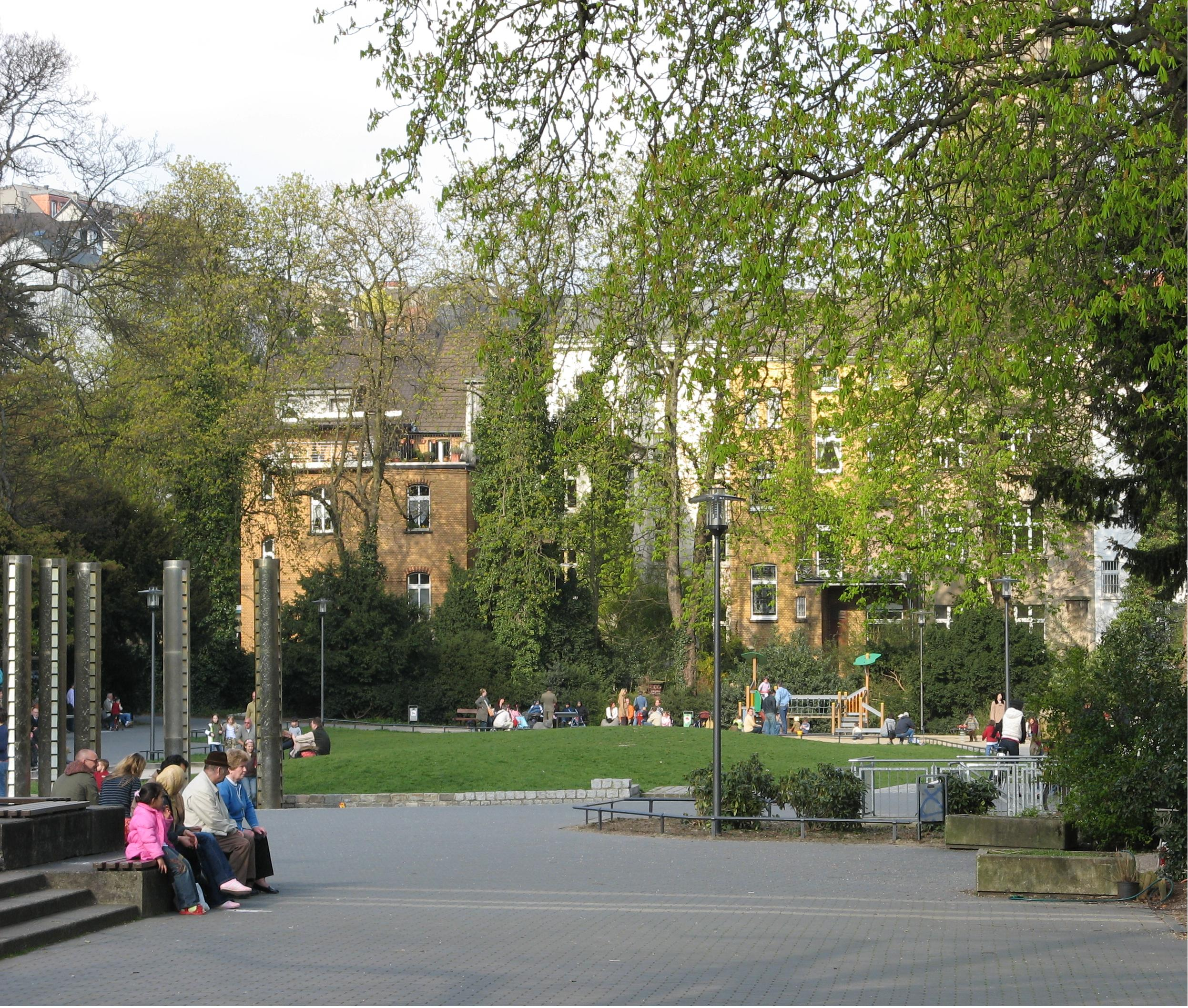
Der Deweerth’sche Garten von der Briller Straße aus gesehen

Der Deweerth’sche Garten liegt am Anfang der Briller Straße und am Ende der Luisenstraße, und damit am Fuße des Nützenberges in unmittelbarer Nähe des Robert-Daum-Platzes und des Briller Viertels.
In nördlicher Richtung liegt am Hang gegenüber dem Garten auf der anderen Straßenseite der Luisenstraße ein rund 8600 m² großer Hain, der Luisenpark, durch den über eine Treppe das Ölberg-Viertel erreichbar ist.
Im Osten ist der Deweerth’sche Garten durch Wohnhäuser begrenzt, die unmittelbar an der auch als Sophienkirche bekannten Neuen reformierte Kirche liegen. Daneben liegt erhöht die Villa Schmits, das 1000. geschützte Baudenkmal Wuppertals, welches heute die Herder-Schule beherbergt.
Südlich wird der Garten von der Friedrich-Ebert-Straße durch Wohn- und Geschäftshäuser mit zahlreichen Arztpraxen („Gesundheitszentrum“) getrennt. Im Erdgeschoss der Geschäftshäuser betreiben gastronomische Betriebe auch Außenbewirtschaftung im Garten.
Im Westen, an der Briller Straße, liegt die 1870/71 erbaute Villa Frowein, das ehemalige Wohnhaus des Elberfelder Textilunternehmers Rudolf Frowein und seiner Ehefrau Elisabeth aus der Familie De Weerth.
Auf dem rund 8000 m² großen Gelände des Gartens befinden sich das Mahnmal für die Opfer des Nationalsozialismus und ein moderner Springbrunnen, eine sogenannte Wasserskulptur des Bildhauers Carlernst Kürten. Daneben gibt es die Möglichkeit, Boule oder Tischtennis zu spielen, und für Kinder ist ein Spielplatz eingerichtet.

## Geschichte

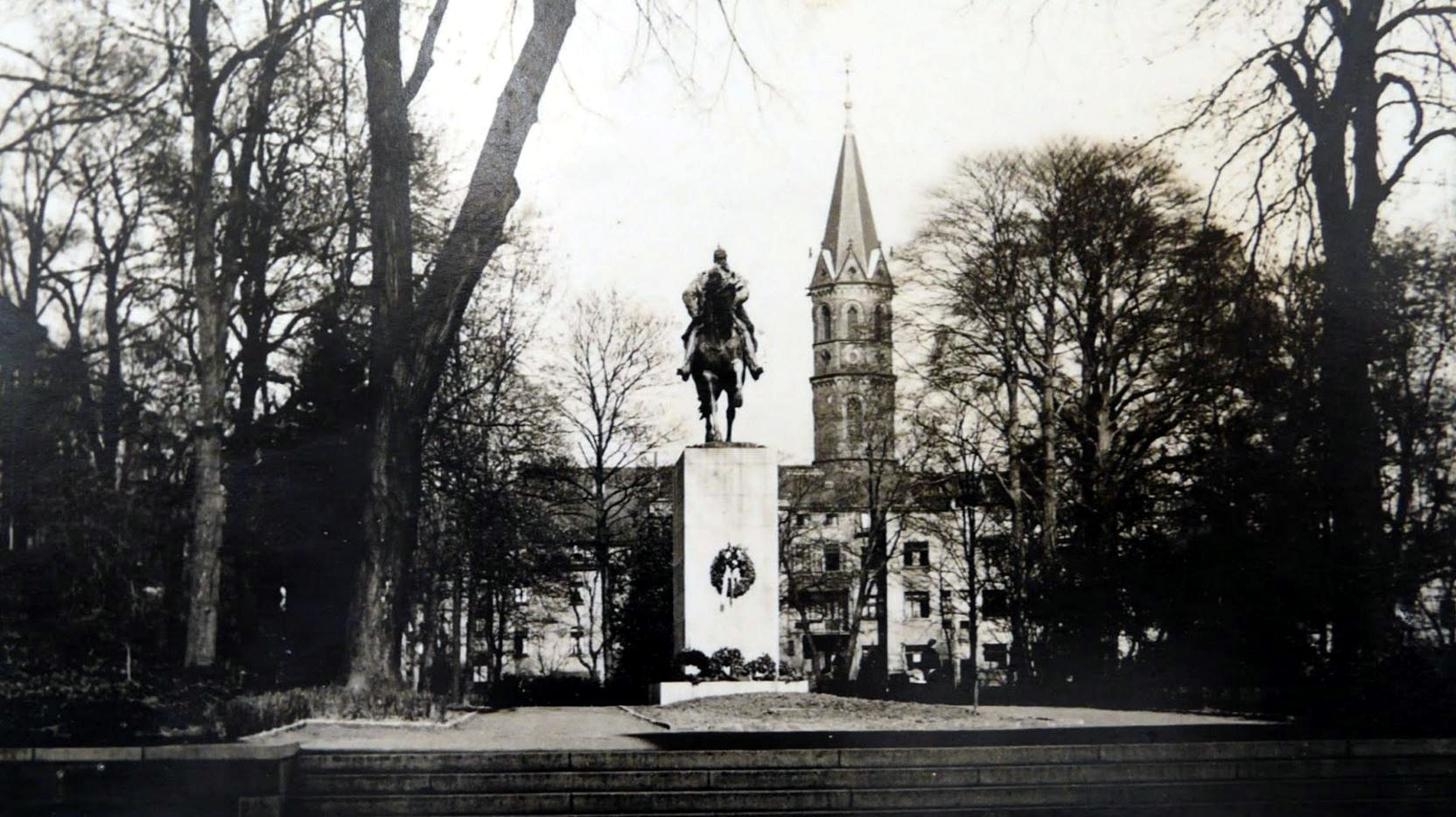
Das Kaiser-Wilhelm-Denkmal im Deweerth’schen Garten, zwischen 1937 und 1943; im Hintergrund die Neue reformierte Kirche an der Sophienstraße

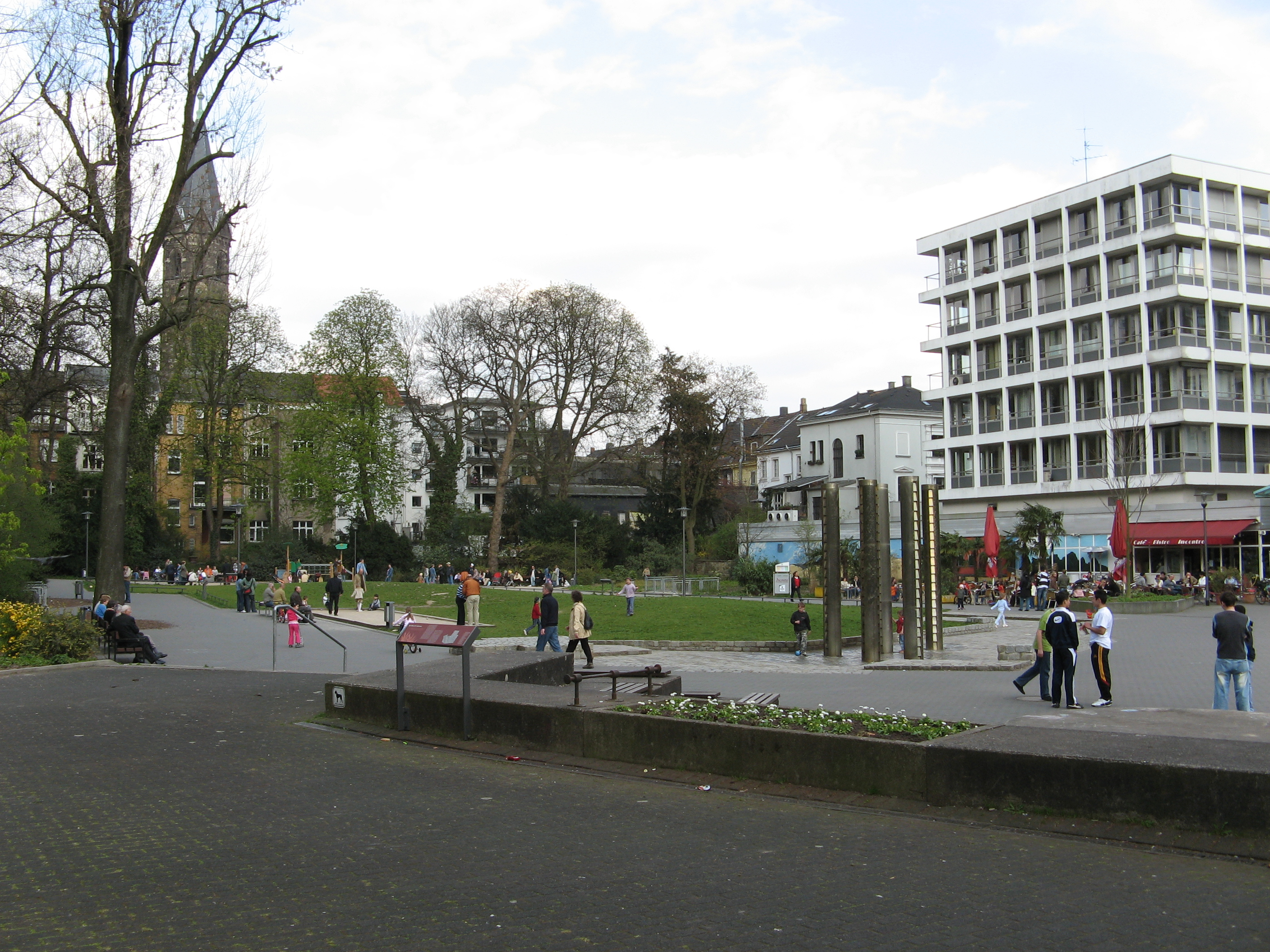
Der Deweerth’sche Garten von der Nordseite aus gesehen, im Hintergrund laden Cafés zum Entspannen ein

Der Park wurde 1802 als Lustgarten am Brill von dem kurfürstlich pfälzischen Kommerzienrat Peter de Weerth angelegt. Der Luisenpark und der Deweerth’sche Garten waren ursprünglich ein zusammenhängender Park, der erst später im 19. Jahrhundert durch die Anlage der Luisenstraße in zwei Teile getrennt wurde.
Ab 1937 war in dem Park das Reiterstandbild Kaiser-Wilhelm-Denkmal für Wilhelm I. aufgestellt, das vom Brausenwerther Platz hierher versetzt worden war. Die Statue wurde 1943 abgebaut und zur Kriegsverwendung eingeschmolzen. In der Nachkriegszeit wurde der Park erneuert. Der Sockel des Kaiserdenkmals blieb erhalten und trägt seit 1958 das Mahnmal für die Opfer des Nationalsozialismus.
Der östliche Teil des ursprünglichen Geländes Parks gehört heute zur angrenzenden Herder-Schule.

## Archäologischer Fundplatz
Im Jahr 2003 wurde eine vorhandene Tiefgarage unter den Geschäftshäusern im Süden des Platzes um 100 weitere Plätze unter dem Garten erweitert. Hierzu wurden im Park umfangreiche Erdarbeiten vorgenommen. Bei diesen Arbeiten wurden auf einer 2 m × 3 m großen Fläche Bruchstücke aus Keramik entdeckt, die auf die Latènezeit zwischen 600 und 400 v. Chr. datiert. Nach Abschluss der Bauarbeiten wurde der ursprüngliche Zustand des Gartens nahezu wiederhergestellt.